# Cmentarz parafialny w Witkowie

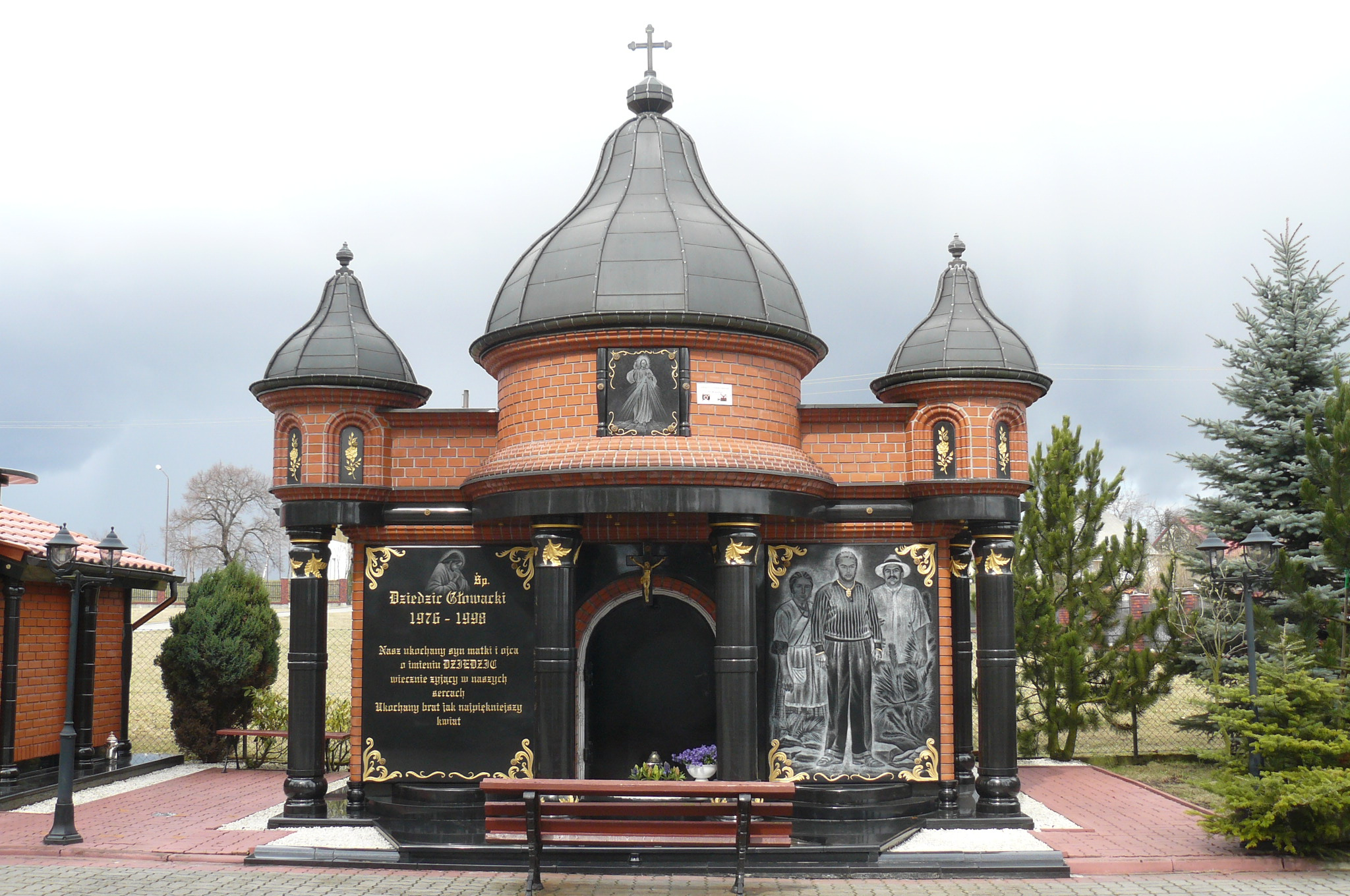
Jeden z grobowców romskich

Cmentarz parafialny w Witkowie – rzymskokatolicki cmentarz parafialny zlokalizowany przy ul. Cmentarnej, w południowo-zachodniej części Witkowa, w pobliżu szosy w kierunku Malenina. Należy do parafii św. Mikołaja w Witkowie.

## Architektura
Na cmentarzu znajduje się zespół okazałych grobowców, m.in. należących do rodziny Knastów, a także bogato zdobione, współczesne grobowce rodzin romskich.

## Pochowani
Na cmentarzu pochowani są m.in.:
- doc. dr Adam Borys, pseudonim Pług (1909-1986) - dowódca batalionu Parasol w czasie Powstania Warszawskiego,
- ks. Roman Fręśko (24.2.1907-21.5.1982) - proboszcz i dziekan w Witkowie, kapelan Jego Świątobliwości,
- porucznik nawigator Bonifacy Hędzlewski (14.5.1939-11.12.1969) - zmarły śmiercią lotnika,
- ks. kan. Heliodor Jankiewicz (2.3.1928-29.1.2007) - długoletni proboszcz i dziekan w Witkowie,
- ks. Bronisław Kaźmierczak (13.6.1886-21.9.1940) - proboszcz w Witkowie, zamordowany w obozie koncentracyjnym,
- ks. Adam Knast (10.12.1905-5.7.1999) - długoletni proboszcz i dziekan w Rogowie, kapelan Jego Świątobliwości,
- Ignacy Knast (1884-1970) - współorganizator Rewolucji Witkowskiej, dowódca Powstania Wielkopolskiego w Witkowie,
- Stefan Knast - weteran wojny polsko-bolszewickiej,
- ks. dr Bogusz Lewandowski (9.2.1971-30.10.2005) - dziennikarz, dyrektor poznańskiego Radia Emaus,
- Alfred Łukowski (pseudonim Tygrys) i Zbigniew Łukowski (pseudonim Blondyn) - żołnierze AK, zginęli w Powstaniu Warszawskim,
- powstańcy wielkopolscy: Stefan Janaszek (1894-1968), Franciszek Liberkowski (1897-1953), Wacław Szczepański (zm. 1919), Franciszek Świerkowski (ur. 1870, rozstrzelany przez Niemców 15 września 1939), Michalina z Benonowskich Świerkowska (1873-1958), Władysław Wyszyński (1889-1970)[2].